# 安東尼·戴維斯
小安東尼·马尚·戴維斯（英語：Anthony Marshon Davis Jr.，1993年3月11日—）為美國男子籃球運動員，中文圈綽號有「濃眉」、「AD」等綽號，場上位置為大前鋒和中鋒，現效力於NBA達拉斯獨行俠。戴維斯於2012年以選秀狀元被紐奧良黃蜂選中。生涯十次入選全明星陣容、四次入選NBA年度第一隊和NBA最佳防守陣容，2012年因候補入選美國國家男子籃球隊征戰倫敦奧運並獲得金牌，2024再次代表美國隊征戰2024巴黎奧運並拿下男子團體籃球項目金牌。因為常常受傷所以被稱作玻璃球員
戴維斯大学时效力于肯塔基大学野猫队，期間榮獲NCAA全美共識第一隊和NCAA籃球聯賽最傑出球員等殊榮。此外他還獲得了USBWA年度最佳新人、NABC年度最佳防守球員和皮特·紐維爾最佳內線球員獎。戴維斯在禁區內的宰制力極為強大，創下了東南聯盟和NCAA新人單季阻攻新紀錄，也帶領肯塔基大學野貓隊奪得NCAA冠軍，並當選為NCAA籃球聯賽最傑出球員。
戴維斯也是聯盟最年輕得到59分的球員。他在2017年NBA全明星賽中攻下52分，被選為全明星賽最有價值球員。
根據《富比士》，戴維斯是2020年年收入全球排名第44位的運動員（30,400,000美元）。

## 高中生涯

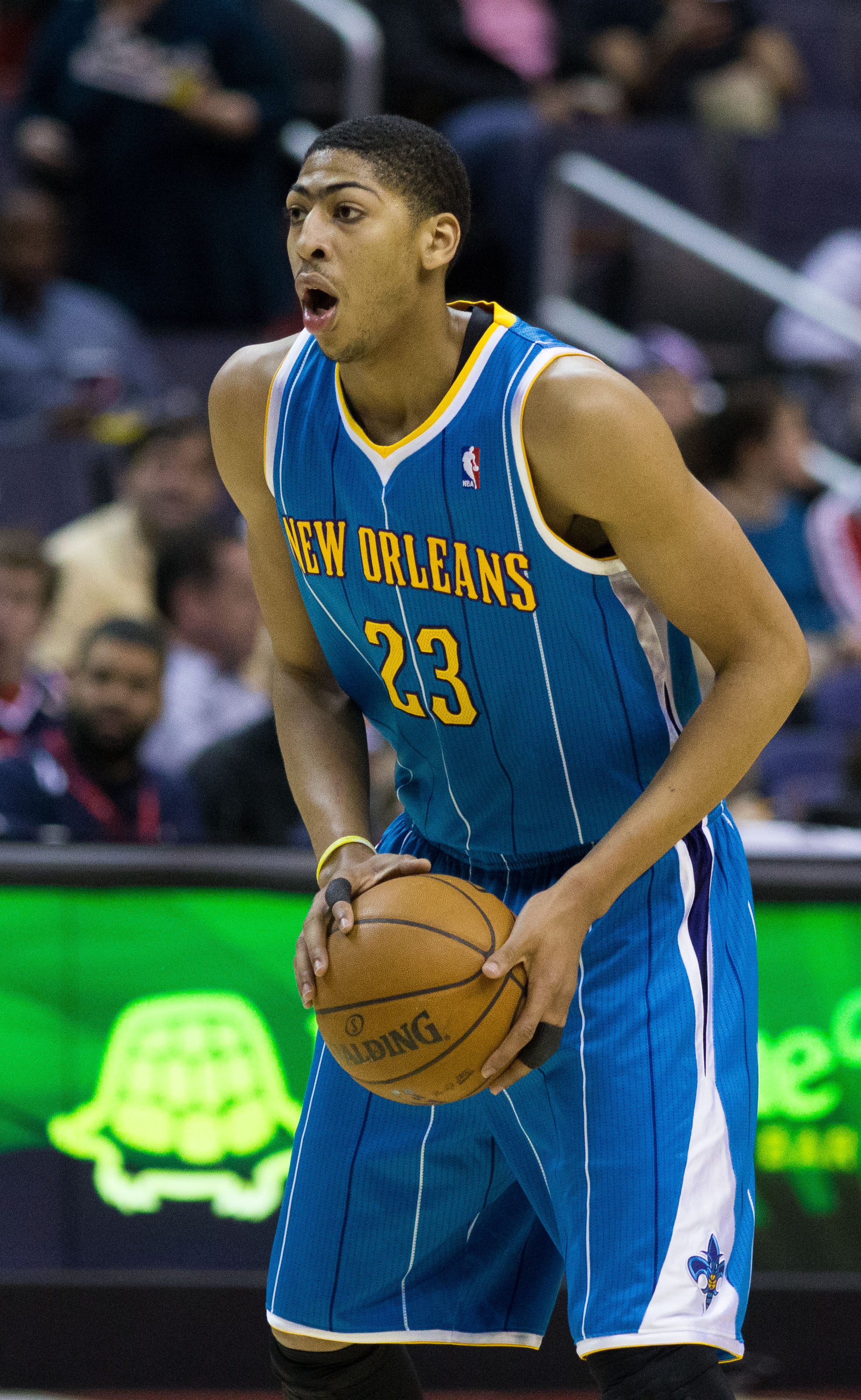
戴維斯為紐奧良黃蜂選中

戴維斯出生於芝加哥南區，高中就讀於當地的遠景特許高中。身為一所特許學校，遠景特許高中是一間重視數學和科學而體育方面並不知名的學校，校內甚至連體育館都沒有，因此他們學校的籃球隊每天都會在附近的教堂練球。高一時的戴維斯其實是一名控球後衛，當時他的身高僅有183公分，只能在角落當等球射手。小傢伙（The little guy）是戴維斯當時在隊上的綽號。高一升高二那年的暑假，戴維斯長高了10公分，高二結束時他已經長到193公分。做為一名不顯眼的小角色，戴維斯在高二時並沒有打任何像是AAU循環賽的賽事。然而就在高三，203公分的他開始大鳴大放。兩年內從183公分長到203公分，身體迅速成長20公分的差距。
在即將升上高三的時候，戴維斯的父母希望他可以轉去名氣更好的籃球學校，但是戴維斯的教練唐尼·柯西卻反駁：「如果你夠好，他們自然就會找到你，無論你身在何處。」由於打的是級數較低的賽事，戴維斯依舊沒有受到其他籃球名校的注意，然而就在戴維斯在2010年春天參加AAU賽事時他終於開始受到關注，到了四月下旬，雪城大學願意提供戴維斯獎學金。那年春季NBA Top100訓練營也邀請了戴維斯參加，到了夏天戴維斯的表現吸引了許多人的關注，2010年8月，戴維斯參加了耐吉所舉辦的全球挑戰賽，並在首場比賽攻下23分9籃板。
戴維斯於2010年8月13日口頭答應肯塔基大學的邀約，不過這時有人卻傳聞這個承諾背後並不單純，依據芝加哥太陽時報報導：戴維斯的父親以戴維斯的承諾向肯塔基大學索取20萬美元。並且報導戴維斯早在一個月前便做好決定。同時也報導戴維斯的父親向其他學校索取12萬5到15萬美金不等來換取他兒子的承諾這種謠言，但是這種沒有確切根據的醜聞可信度實在不高。肯塔基校方馬上請律師寄了信要求撤銷謠言報導，戴維斯父親也出面否認索取任何東西。
戴維斯高四的賽季，芝加哥太陽時報將他排在年度前50的名單內，也是賽季開始前的年度第一隊名單之一。而這個賽季由於戴維斯前臂與小腿有傷缺席了幾場賽事，在球隊處於6連敗的困境中復出並繳出32分21籃板11助攻9火鍋這準大四喜數據的同時也帶領球隊開張。208公分的身材且擁有柔順的外線手感幫助戴維斯在該賽季攻下場均22分22籃板與7火鍋的恐怖數據。
在高中時，戴維斯因其籃球能力而獲得無數榮譽，包含入選2011年的麥當勞高中全明星賽，以及受邀參加Jordan品牌經典賽，而Scout媒體及ESPN更將他放在2011年度球員第一的位置，另一Rivals媒體則是將他排在第二，也是SLAM雜誌中全美高中第一隊的一員，可惜的是戴維斯在全美籃球先生票選僅排名第四。2011年3月30日在芝加哥聯合中心舉辦的麥當勞高中全明星賽，戴維斯攻下14分6籃板2抄截4阻攻的全能表現，而在4月9日的耐克篮球峰会中更率領美國男籃以90-82擊敗世界隊，全場攻下16分2阻攻以及全隊最高10籃板。在Jordan Classic中表現更是亮眼，全場29分11籃板4阻攻幫助他拿下MVP，其中29分的得分更僅次於勒布朗·詹姆士的34分。

### 美國高中運動員招聘資料
| 姓名 | 家鄉                                                     | 高中         | 身高                  | 體重         | 承諾日        |
| --- | -------------------------------------------------------- | ------------ | --------------------- | ------------ | ------------- |
| 安東尼·戴維斯 大前鋒 | 伊利諾州芝加哥                                           | 遠景特許高中 | 6英尺10英寸（2.08米） | 220磅（100） | 2010年8月13日 |
| 安東尼·戴維斯 大前鋒 | 招募星级： Scout： Rivals： 247Sports： N/A ESPN評分：98 |              |                       |              |               |
| 總體新秀排名： Scout：1 Rivals：2, 1 （大前鋒） ESPN：1 |                                                          |              |                       |              |               |
| - 附註：許多時候，Scout、Rivals、247Sports以及ESPN在身高體重的數據可能會不同 . - 在這種情況下選擇平均值，而ESPN grades滿分為100分。 來源： - . Rivals.com. [2012-03-01]. - . Scout.com. [2012-03-01]. - . ESPN.com. [2012-03-01]. - . Scout.com. [2012-03-01]. - . Rivals.com. [2012-03-01]. |                                                          |              |                       |              |               |

## 大學生涯
戴維斯高中畢業後進入肯塔基大學就讀，由於高中後段的全能表現使他備受關注及高度期待。擔任大學播報員同時也是知名籃球解說員的迪克·維塔勒在二月底便預測戴維斯非常有可能囊括年度最佳新人，年度最佳防守球員以及國家年度最佳球員以及成為NBA選秀狀元。戴維斯的教練約翰·卡利帕里（John Calipari）認為戴維斯有著6-10的身高，7-3的臂展而且他能運球也能投三分球；ESPN的安迪·卡茨（Andy Katz）則是認為:「戴維斯能夠提供野貓隊很多幫助，他既能夠阻擋射球，而且還有低位得分的能力。」
在分區賽事中，戴維斯繳出全能數據，賽季中帶領肯塔基野貓隊拿下16連勝，其中在1月17日對上阿肯色大學的比賽中拿下大學生涯最高的27分，14籃板5阻攻的表現，同時創下肯塔基大學單季最高阻攻紀錄。最後以場均14.2分10.4籃板4.7阻攻的成績帶領肯塔基野貓隊以第一種子身分前進NCAA，在肯塔基野貓隊的前六場比賽中戴維斯繳出場均15.2分11.2籃板4.6阻攻的上雙表現，在與堪薩斯大學的冠軍戰中也以6分16籃板5助攻6阻攻3抄截成功帶領肯塔基封王，並以NCAA最有價值球員之姿進入NBA的戰場。

### 大學統計數據
| 賽季    | 大學       | 上場次數 | 先發次數 | 上場時間 | 投篮命中率 | 三分球命中率 | 罚球命中率 | 篮板 | 助攻 | 抄截 | 阻攻 | 得分 |
| ------- | ---------- | -------- | -------- | -------- | ---------- | ------------ | ---------- | ---- | ---- | ---- | ---- | ---- |
| 2011-12 | 肯塔基大學 | 40       | 40       | 32.0     | 42.3       | 15.0         | 70.9       | 10.4 | 1.3  | 1.3  | 4.7  | 14.2 |
| 生涯    |            | 40       | 40       | 32.0     | 42.3       | 15.0         | 70.9       | 10.4 | 1.3  | 1.3  | 4.7  | 14.2 |

## NBA生涯

### 紐奧良黃蜂 / 鵜鶘（2012–2019）

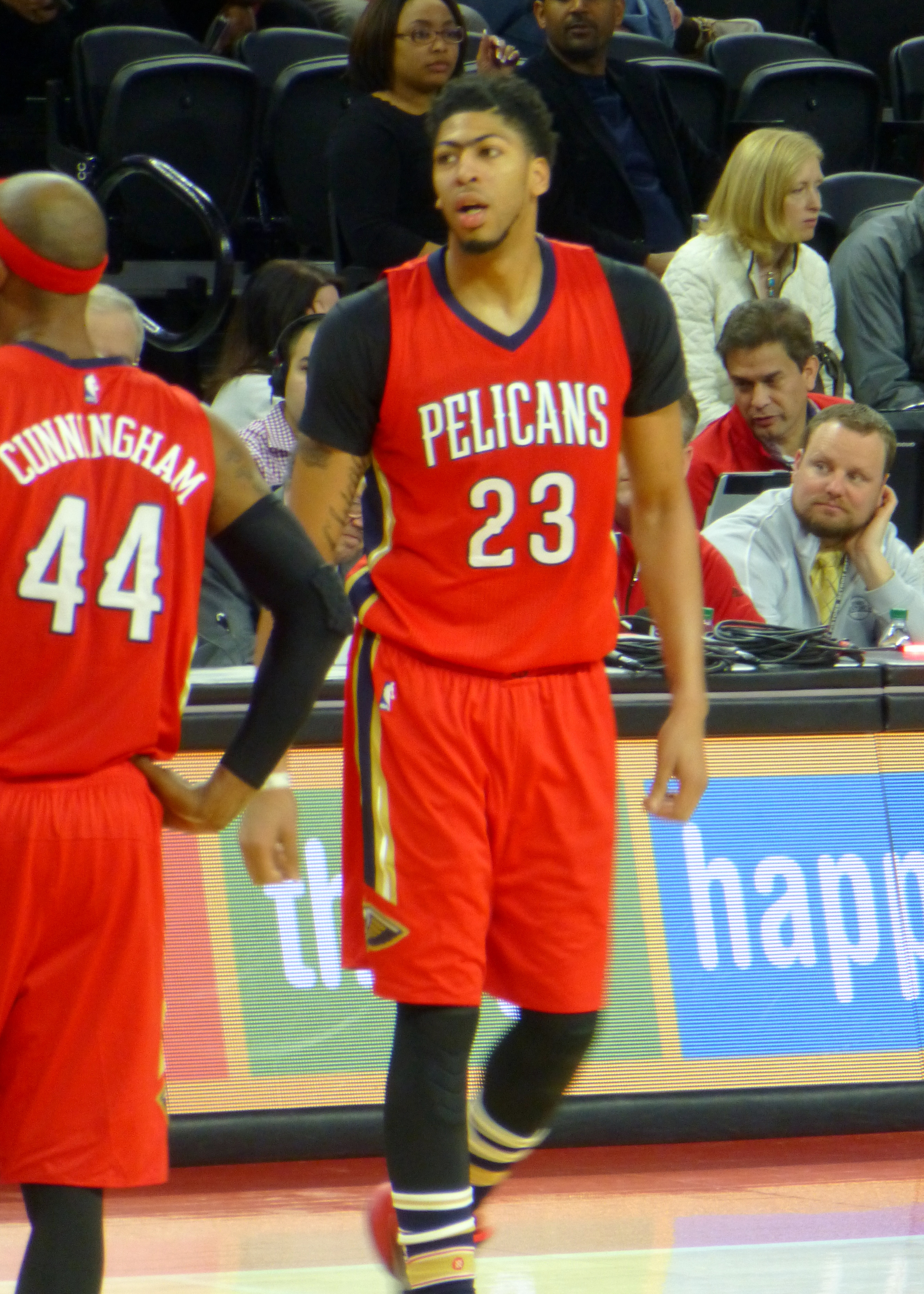
戴維斯在對底特律活塞的比賽取得了59分20籃板的表現。

戴維斯宣布投入2012年NBA選秀並以狀元之姿加盟紐奧良黃蜂，其他入選的肯塔基隊友還有迈克尔·基德-吉尔克里斯特、馬奎斯·提格、泰伦斯·琼斯以及多倫·蘭姆。
2012年11月1日，戴維斯首次對上提姆·鄧肯領軍的聖安東尼奧馬刺。雖然黃蜂隊最後輸球，但是戴維斯以新人之姿攻下全隊最高的21分。
2012年11月2日，戴維斯被隊友奧斯汀·瑞佛斯的手肘稍微撞了一下頭部造成輕微腦震盪，因此戴維斯缺席了2場比賽，直到11月9日回歸並繳出23分11籃板5阻攻2抄截2助攻的成績幫助球隊大勝夏洛特山貓。
2012年11月17日，戴維斯在與密爾沃基公鹿的比賽中獲得28分和11個籃板。
2012年12月18日，戴維斯獲得職業生涯最高的4次抄截以及職業生涯最高16個籃板。
戴維斯參加了2013年2月15日的NBA新秀挑戰賽。但在2月2日與籃網中鋒布魯克·洛佩茲發生碰撞，並扭傷了左肩。
2013年3月5日，戴維斯回到了球隊，並繳出17分15籃板帶領黃蜂隊擊敗奧蘭多魔術。
2013年4月10日，戴維斯與沙加緬度國王後衛馬庫斯·桑頓發生碰撞，遭受左膝內側副韌帶扭傷和挫傷。
在2012-13賽季結束之後，黃蜂隊改名為紐奧良鵜鶘。戴維斯入選NBA最佳新秀陣容第一隊，但是該年的NBA年度最佳新秀卻是由達米恩·里拉德獲得。
黃蜂隊改名為紐奧良鵜鶘後，戴維斯於10月30日對印第安納溜馬的比賽中拿下20分及12個籃板，11月1日對奧蘭多魔術取得26分17個籃板。戴維斯成為NBA史上最年輕單場取得25分15籃板的球員。
2013年11月2日，戴維斯幫助鵜鶘隊取得了第一個勝利。戴維斯獲得西區本週最佳球員提名，但輸給了凱文·洛夫。1
2014年1月8日，鵜鶘對上洛杉磯湖人，戴維斯獲得了職業生涯最高的32分，6籃板。
戴維斯在12月18日對陣洛杉磯快艇的比賽中獲得24分12籃板3次抄截。他在下一場比賽中以21分9籃板2個阻攻表現回到了先發陣容，但是戴維斯於12月21日對波特蘭拓荒者比賽中受傷，錯過了7場比賽。
2014年2月15日，戴維斯替補接替受傷的科比·布莱恩特入選進明星賽。
三月下旬，戴維斯開始遭受一系列的傷害。3月28日，戴維斯在對上爵士時扭傷左腳踝，錯過了這場比賽。4月2日與丹佛金塊的比賽中，戴維斯背部痙攣，導致他錯過了下半場比賽。由於他的背傷，4月9日戴維斯又錯過了一場比賽。
2014年4月10日，鵜鶘隊宣布戴維斯將會錯過剩下的四場比賽。同年，他超過了大衛·衛斯特，成為鵜鶘隊史阻攻王。但依舊無法和金州勇士對抗，最終鵜鶘遭到直落4淘汰。

### 洛杉磯湖人（2019–2025）
2019年，戴維斯提出交易請求。
6月15日，鵜鶘與湖人達成交易協議，湖人送出朗佐·鮑爾、布蘭登·英格姆、喬許·哈特、3個首輪籤和2個首輪互換權至鵜鶘，換來戴維斯。2019-2020賽季戴維斯選擇3號作為背號。
西部決賽第二場，他在對丹佛金塊的比賽中命中致勝三分球他拿下31分，並為湖人以105-103獲勝並取得系列賽2-0領先的最後10分。他們晉級2020年NBA總決賽，戴維斯和勒布朗·詹姆斯帶領湖人隊以4-2擊敗邁阿密熱火，奪得球隊第17個總冠軍，也是個人首次奪得總冠軍，季後賽場均27.7分9.7籃板3.5助攻2.0封阻1.3抄截，成為首位分別拿下NCAA冠軍（2012年）、NBA總冠軍（2020年）、奧運金牌（2012年）、世界盃金牌（2014年）的籃球員。
2020年12月，戴維斯以5年1.9億續留湖人。
2021年季後賽衛冕冠軍洛杉磯湖人隊在首輪被德文•布克帶領的鳳凰城太陽隊以4：2淘汰。
2022NBA季後賽湖人隊賓並未獲取季後賽門票。
湖人在2023年NBA季後賽首輪系列賽對陣曼菲斯灰熊的第一場比賽中，戴維斯拿下22分、12個籃板、3次助攻、3次抄截和季後賽生涯最高的7次阻攻，最終以128-112獲勝。湖人在季後賽首輪系列賽對陣灰熊的第三場比賽中，戴維斯拿下31分、17個籃板、2次助攻、2次抄截和3次阻攻，以111-101獲勝。在湖人隊季後賽第二輪對陣金州勇士的第一場比賽中，戴維斯得到30分、季後賽生涯最高的23個籃板、5次助攻和4次阻攻，以117-112獲勝。他成為繼蒂姆·鄧肯之後，NBA史上唯一一位在季後賽中至少得到30分、20個籃板、5次助攻和3次阻攻的球員。在西部決賽第一場比賽中，戴維斯拿下40分、10個籃板、3次助攻、3次抄截和2次阻攻，最後球隊以132-126輸給丹佛金塊。湖人最終在四場內被NBA總冠軍金塊給橫掃。
2023年8月4日，戴維斯與湖人續簽一份為期三年1.86億美金的合約。
2025年1月27為戴維斯在湖人的最後一場比賽，這場比賽戴維斯砍下42分23籃板2助攻2阻攻，這也是戴維斯在湖人的絕唱

### 達拉斯獨行俠（2025–）
2025年2月2日，戴維斯和馬克斯·克里斯蒂以及一個2029年的首輪選秀權被交易到達拉斯獨行俠，交易來了盧卡·唐西奇、馬克西米利安·克勒貝爾和馬基夫·莫里斯，同時送出一個2025年的次輪選秀權到猶他爵士隊，猶他爵士隊也從湖人隊獲得了 Jalen Hood-Schifino 和一個2025年的次輪選秀權。
2025年 2 月 8 日，戴維斯首次代表達拉斯獨行俠隊出場，得到 26 分、16 個籃板、7 次助攻和 3 次蓋帽，幫助獨行俠隊以 116-105 擊敗休斯頓火箭隊。然而，戴維斯在第三節的比賽中拉傷了左內收肌，已經確定他將賽季報銷
2025年3月24日，戴維斯帶傷復出，帶領球隊以 120-101 擊敗布魯克林籃網隊。 4月2日，他在對陣亞特蘭大老鷹隊的比賽中投中了致勝一球，由於比賽早些時候眼睛受傷，他於比賽後期復出。戴維斯全場得到34分、15籃板和5阻攻。
2025年4月17日，達拉斯獨行俠以「西部第十種子」進入2025年季後賽的附加賽，達拉斯獨行俠以 120：106 贏了「西部第九種子」沙加緬度國王。
2025年4月19號，NBA季後賽附加賽 達拉斯獨行俠以「西部第十種子」對上孟菲斯灰熊「西部第九種子」獨行俠106:120敗給了孟菲斯灰熊，即使這場戴維斯砍下了40分9籃板2助攻1搶斷1阻攻，但是還是無法逆轉獨行俠吞下敗仗。

## 國家隊生涯
戴維斯也是2014年國家代表隊的成員，該代表隊於9月14日在2014年國際籃聯籃球世界盃中擊敗塞爾維亞，贏得金牌。他在參加的9場比賽中，平均每場得到12.3分、6.6個篮板和2.1次封阻，投籃命中率為54.9%。
2024年4月15日，戴維斯入選2024年美國奧運代表隊，睽違10年重返國家隊。球隊最終奪得奧運金牌。

## NBA生涯數據

### NBA例行賽數據統計
| 賽季     | 球隊     | 出賽 | 先發 | 平均上場時間(分鐘) | 投籃命中率(%) | 三分球命中率(%) | 罰球命中率(%) | 平均籃板 | 平均助攻 | 平均抄截 | 平均阻攻 | 平均得分 |
| -------- | -------- | ---- | ---- | ------------------ | ------------- | --------------- | ------------- | -------- | -------- | -------- | -------- | -------- |
| 2012–13  | NOH      | 64   | 60   | 28.8               | .516          | .000            | .751          | 8.2      | 1.0      | 1.2      | 1.8      | 13.5     |
| 2013–14  | NOP      | 67   | 66   | 35.2               | .519          | .222            | .791          | 10.0     | 1.6      | 1.3      | 2.8*     | 20.8     |
| 2014–15  | NOP      | 68   | 68   | 36.1               | .535          | .083            | .805          | 10.2     | 2.2      | 1.5      | 2.9*     | 24.4     |
| 2015–16  | NOP      | 61   | 61   | 35.5               | .493          | .324            | .758          | 10.3     | 1.9      | 1.3      | 2.0      | 24.3     |
| 2016–17  | NOP      | 75   | 75   | 36.1               | .505          | .299            | .802          | 11.8     | 2.1      | 1.3      | 2.2      | 28.0     |
| 2017–18  | NOP      | 75   | 75   | 36.4               | .534          | .340            | .828          | 11.1     | 2.3      | 1.5      | 2.6*     | 28.1     |
| 2018–19  | NOP      | 56   | 56   | 33.0               | .517          | .331            | .794          | 12.0     | 3.9      | 1.6      | 2.4      | 25.9     |
| 2019–20† | LAL      | 62   | 62   | 34.4               | .503          | .330            | .846          | 9.3      | 3.2      | 1.5      | 2.3      | 26.1     |
| 2020–21  | LAL      | 36   | 36   | 32.3               | .491          | .260            | .738          | 7.9      | 3.1      | 1.3      | 1.6      | 21.8     |
| 2021–22  | LAL      | 40   | 40   | 35.1               | .532          | .186            | .713          | 9.9      | 3.1      | 1.2      | 2.3      | 23.2     |
| 2022–23  | LAL      | 56   | 54   | 34.0               | .563          | .257            | .784          | 12.5     | 2.6      | 1.1      | 2.0      | 25.9     |
| 2023–24  | LAL      | 76   | 76   | 35.5               | .556          | .271            | .816          | 12.6     | 3.5      | 1.2      | 2.3      | 24.7     |
| 職業生涯 | 職業生涯 | 736  | 729  | 34.5               | .523          | .297            | .795          | 10.6     | 2.5      | 1.3      | 2.3      | 24.1     |
| 全明星賽 | 全明星賽 | 7    | 3    | 17.3               | .700          | .143            | .500          | 5.3      | 1.4      | 1.1      | .6       | 18.4     |

### NBA附加賽數據統計
| 季後賽   | 球隊     | 出賽 | 先發 | 平均上場時間(分鐘) | 投籃命中率(%) | 三分球命中率(%) | 罰球命中率(%) | 平均籃板 | 平均助攻 | 平均抄截 | 平均阻攻 | 平均得分 |
| -------- | -------- | ---- | ---- | ------------------ | ------------- | --------------- | ------------- | -------- | -------- | -------- | -------- | -------- |
| 2021     | LAL      | 1    | 1    | 42.2               | .417          | .167            | 1.000         | 12.0     | 2.0      | 2.0      | 1.0      | 25.0     |
| 2023     | LAL      | 1    | 1    | 42.7               | .526          | .000            | .667          | 15.0     | 4.0      | 2.0      | 3.0      | 24.0     |
| 2024     | LAL      | 1    | 1    | 40.2               | .375          | —               | .800          | 15.0     | .0       | 1.0      | 3.0      | 20.0     |
| 職業生涯 | 職業生涯 | 3    | 3    | 41.7               | .441          | .143            | .800          | 14.0     | 2.0      | 1.7      | 2.3      | 23.0     |

### NBA季後賽數據統計
| 季後賽   | 球隊     | 出賽 100先發 | 平均上場時間(分鐘) | 投籃命中率(%) | 三分球命中率(%) | 罰球命中率(%) | 平均籃板 | 平均助攻 | 平均抄截 | 平均阻攻 | 平均得分 |      |
| -------- | -------- | ------------ | ------------------ | ------------- | --------------- | ------------- | -------- | -------- | -------- | -------- | -------- | ---- |
| 2015     | NOP      | 4            | 4                  | 43.0          | .540            | .000          | .889     | 11.0     | 2.0      | 1.3      | 3.0      | 31.5 |
| 2018     | NOP      | 9            | 9                  | 39.8          | .520            | .273          | .828     | 13.4     | 1.7      | 2.0      | 2.4      | 30.1 |
| 2020†    | LAL21    | 21           | 36.6               | .571          | .383            | .832          | 9.7      | 3.5      | 1.2      | 1.4      | 27.7     |      |
| 2021     | LAL      | 5            | 5                  | 28.8          | .403            | .182          | .833     | 6.6      | 2.6      | .6       | 1.6      | 17.4 |
| 2023     | LAL      | 16           | 16                 | 38.0          | .520            | .333          | .852     | 14.1     | 2.6      | 1.4      | 3.1      | 22.6 |
| 2024     | LAL      | 5            | 5                  | 41.6          | .634            | .000          | .808     | 15.6     | 4.0      | .4       | 1.6      | 27.8 |
| 職業生涯 | 職業生涯 | 60           | 60                 | 37.6          | .542            | .313          | .840     | 11.8     | 2.8      | 1.3      | 2.2      | 26.1 |

## 電影
- 2019年夏天，戴維斯參與籃球電影怪物奇兵 全新世代。[7]

## 外部連結
- 安東尼·戴維斯的Instagram帳戶
- 安東尼·戴維斯在fiba.basketball（英语）
- 安東尼·戴維斯在archive.fiba.com（存檔）（英语）
- 安東尼·戴維斯在NBA官網（英语）
- 安東尼·戴維斯在Basketball-Reference.com（NBA）（英语）
- 安東尼·戴維斯在Basketball-Reference.com（國際）（英语）
- 安東尼·戴維斯在Sports-Reference.com（NCAA）（英语）
- 安東尼·戴維斯在ESPN（NBA）（英语）
- 安東尼·戴維斯在Eurobasket.com（球員）（英语）
- 安東尼·戴維斯在Proballers（英语）
- 安東尼·戴維斯在RealGM（球員）（英语）
- 安東尼·戴維斯在Olympics.com（英语）
- 安東尼·戴維斯在Olympedia（英语）

| 獎項             | 獎項             | 獎項                 |
| ---------------- | ---------------- | -------------------- |
| 前任： 凱里·厄文 | NBA选秀状元 2012 | 繼任： 安东尼·本内特 |